# Mike Brenley
Michael S. Brenley, detto Mike (New York, 26 marzo 1983), è un wrestler statunitense.
Nella WWE Brenley ha conquistato una volta il World Tag Team Championship come membro della Spirit Squad, difendendolo sotto la "Freebird Rule"

## Carriera
Brendli debutta nel 2002 come Mike Mondo nella New York Wrestling Connection, dove fra il 2003 e il 2005 vince l'NYWC Heavyweight Championship prima contro Dickie Rodz e poi contro Joey Matthews. Perde poi il titolo contro Matt Striker a inizio 2005. Nel febbraio 2005 firma un contratto di sviluppo con la WWE e viene mandato in OVW per fare esperienza.

### Ohio Valley Wrestling (2005)
Brendli nel 2005 debutta in OVW come Mike Mondo. Partecipa al torneo per decretare il nuovo OVW Television Champion ma perde al primo round contro una donna, Alexis Laree. Dopo questa figuraccia, Mondo comincia a sfidare le donne in dei match, perdendo anche contro Victoria.
Nell'estate 2005, Mondo intraprende un feud con Brent Albright, dopo che Mondo lo aveva attaccato durante un match contro Shad Gaspard. Il feud si chiude con la vittoria di Albright il 7 settembre per sottomissione. Nel dicembre 2005, cambia gimmick, assumendo le sembianze di un luchador messicano chiamato "El Mondo", ma viene sconfitto da CM Punk.

### Debutto a Raw & Spirit Squad (2006)
Il 2 gennaio 2006, Mikey perde contro Chavo Guerrero in un dark match segnando il suo debutto in WWE. Il debutto televisivo avviene il 23 gennaio nell'edizione di Raw prima della Royal Rumble, dove la Spirit Squad (formata da Mikey, Johnny, Mitch, Kenny e Nicky) aiutano Jonathan Coachman a sconfiggere Jerry Lawler per qualificarsi al Royal Rumble match. Il gruppo inizia poi a diventare parte integrante del feud fra Vince McMahon e Shawn Michaels. La Spirit Squad si schiera dalla parte di McMahon e sconfiggono Shawn Michaels in vari 5 on 1 handicap match. Iniziano poi a competere nella divisione di coppia e nella puntata di Raw del 3 aprile, Mikey e Kenny sconfiggono Kane & Big Show conquistando i World Tag Team Championship. Dopo la vittoria, tutti i membri della Spirit Squad vennero riconosciuti come campioni e potevano difendere i titoli tramite la Freebird Rules, ovvero che qualsiasi combinazione fra i 5 lottatori andava bene per difendere i titoli. A maggio, proprio un attacco della stable ai danni di Shawn Michaels, causa la riunione della D-Generation X (DX) quando Triple H aiuta Michaels a liberarsi dei membri della Spirit Squad. A WWE Vengeance, Shawn Michaels & Triple H sconfiggono la Spirit Squad in un 5 on 2 handicap match e a Saturday Night's Main Event, la DX ribadisce la vittoria in un handicap elimination tag team match.
Dopo la conclusione del feud con la DX, la Spirit Squad si concentra sulla difesa dei titoli di coppia e li difendono contro Jim Duggan & Eugene, Charlie Haas & Viscera e Snitsky e Val Venis. La Squad interrompe la striscia di imbattibilità quando Ric Flair sconfigge prima Johnny, poi Mikey e successivamente Mitch in tre edizioni di Raw. Nella puntata di Raw del 23 ottobre, Kenny annuncia che sarà lui a battere Ric Flair e ci riesce la settimana dopo con l'aiuto degli altri compagni. A Cyber Sunday, la Spirit Squad perde i titoli contro Ric Flair & Roddy Piper, che era stato votato dai fans come partner di Flair.
Il gruppo si scioglie definitivamente il 27 novembre 2006, dove la stable viene sconfitta in un 5 on 3 handicap match da Michaels, Triple H e Ric Flair. In segmento del backstage, la Squad viene chiusa in uno scatolone con scritto "OVW, Louisville, Kentucky", come simbolo che i 5 sarebbero ritornati da dove sono venuti, ovvero nella Ohio Valley Wrestling.

### Ritorno in OVW, FCW (2007–2008)
Brendli, sotto il nome di Mike Mondo, appare nuovamente in OVW il 17 gennaio 2007 in coppia con Nick Nemeth e Mike Kruel, sconfiggendo Seth Skyfire, Shawn Spears e Cody Rhodes in un 6-man tag team match. Mondo ritorna alla competizione singola sconfiggendo, Steve Lewington, Santino Marella e Colt Cabana. Nel giugno 2007 prova a conquistare l'OVW Television Championship ma viene sconfitto da Shawn Spears.
Con la fine del rapporto di collaborazione fra OVW e WWE, Mondo viene spostato in Florida Championship Wrestling nel settembre 2007, dove debutta sconfiggendo Chris Gray. Riforma il tag team con Nemeth ma poi i due splittano e iniziano un feud. Soprannominato "Mighty Mikey", affronta diverse volte Ted DiBiase, Sinn Bowdee, Heath Slater e Jack Gabriel nel 2008. Il 13 giugno la WWE comunica la fine del rapporto di lavoro fra la federazione e Brendli.

### Circuiti Indipendenti (2009)
Dopo il rilascio dalla WWE, Brendli ritorna nei circuiti indipendenti. Combatte nella Division I Pro Wrestling e nella Ward Family Entertainments, dove intraprende un feud con Rory McAllister. Ritorna in NYWC il 20 settembre 2008 dove, in coppia con Mikey Whipwreck, perde un tag team match contro Rob Eckos e Darren Young.

### Ritorno in Ohio Valley Wrestling (2009–2011)
Nel 2009, Brendli ritorna in OVW come allenatore. Il 7 febbraio 2009, tuttavia, sconfigge Idol Stevens e Johnny Punch conquistando l'OVW Television Championship. Perde il titolo il 9 maggio contro Jamin Olivencia. Il 21 novembre, in coppia con Turcan Celik, conquista anche l'OVW Southern Tag Team Championship. Tiene il titolo una settimana, prima di perderlo contro i Networks. Il 29 maggio 2010, a sorpresa, Mondo sconfigge Beef Wellington conquistando l'OVW Heavyweight Championship. Il 16 giugno perde il titolo contro James Thomas ma lo riconquista il 5 marzo 2011 in un Triple Treath Ladder match contro il campione Cliff Compton e "Lowrider" Matt Barela. Il 2 giugno 2011, perde il titolo all'OVW Title Tournament in favore di Jason Wayne.

### Ring of Honor (2011–2016)
Nel settembre 2011, firma un contratto con la Ring of Honor.

### Ritorno in WWE (2016)
Nella puntata di SmackDown del 4 ottobre 2016 Mikey e Kenny sono ritornati in WWE utilizzando la loro vecchia gimmick di cheerleader, ed hanno attaccato il loro ex-compagno Dolph Ziggler (Nicky) su ordine di The Miz. Il 9 ottobre a No Mercy Kenny e Mikey sono nuovamente intervenuti per attaccare Ziggler durante il Title vs. Career match contro The Miz, valevole per l'Intercontinental Championship ma, nonostante questo, Ziggler ha vinto l'incontro e il titolo. Nella puntata di SmackDown dell'11 ottobre Kenny e Mikey sono stati sconfitti da Ziggler in un 2-on-1 Handicap match. Nella puntata di SmackDown del 18 ottobre la Spirit Squad e The Miz hanno sconfitto Dolph Ziggler e i WWE SmackDown Tag Team Champions Heath Slater e Rhyno. Nella puntata di SmackDown del 25 ottobre Kenny e Mikey hanno affrontato Heath Slater e Rhyno per il WWE SmackDown Tag Team Championship ma sono stati sconfitti. Nella puntata di SmackDown del 1º novembre Kenny e Mikey hanno affrontato gli American Alpha (Chad Gable e Jason Jordan) con in palio la possibilità di far parte del Team SmackDown per Survivor Series ma sono stati sconfitti. Nella puntata speciale di SmackDown del 15 novembre la Spirit Squad è intervenuta per aiutare The Miz nel suo match titolato contro Dolph Ziggler, dove Miz è riuscito a riconquistare l'Intercontinental Championship. Più tardi, quella stessa sera, la Spirit Squad, gli Ascension (Konnor e Viktor), gli Headbangers (Mosh e Trasher) e i Vaudevillains (Aiden English e Simon Gotch) sono stati sconfitti dagli American Alpha, Heath Slater e Rhyno, gli Usos (Jimmy Uso e Jey Uso) e i Breezango (Fandango e Tyler Breeze) in un 16-man Tag Team match. Dopo quest'apparizione, Kenny e Mikey sono tornati a combattere nei vari circuiti indipendenti.

## Vita privata
Brendli ha giocato a football alle scuole medie e superiori. È un grande amico di Nick Nemeth (che ha combattuto a lungo in WWE con il ring name di Dolph Ziggler).

## Personaggio

### Mosse finali
- Facebuster
- Running sitout crucifix powerbomb
- Diving senton bomb

### Manager
- Kenny Bolin
- Da Beast
- Maryse
- The Miz

### Soprannomi
- "The Giant Killer" (OVW)

### Musiche d'ingresso
- "Bad H.S. Band" di Jim Johnston (23 gennaio 2006; usata come membro della Spirit Squad)
- "Team Spirit" di Jim Johnston (30 gennaio 2006–4 dicembre 2006; usata come membro della Spirit Squad)
- "Lose Yourself" di Jim Johnston (2007)
- "I Came to Play" dei Downstait (con Hollywood Intro; 18 ottobre 2016–25 ottobre 2016; usata in coppia con The Miz)

## Titoli e riconoscimenti
- Compound Pro Wrestling
  - ComPro Tag Team Championship (1) – con Kenny
- New York Wrestling Connection
  - NYWC Heavyweight Championship (2)
  - NYWC Tag Team Championship (1) – con Kenny
- Ohio Valley Wrestling
  - OVW Heavyweight Championship (2)
  - OVW Southern Tag Team Championship (1) – con Turcan Celik
  - OVW Television Championship (1)
- Pro Wrestling Illustrated
  - 141º nella classifica dei 500 migliori wrestler su PWI 500 (2006)
- World Wrestling Entertainment
  - World Tag Team Championship1 (1) – con Johnny, Kenny, Mitch e Nicky

1 Tutti e cinque i membri della Spirit Squad difendevano il titolo sotto la "Freebird Rule".